# Coevorden
Coevorden es una localidad, y también un municipio, situada en los Países Bajos, en la provincia de Drenthe. Esta ciudad cuenta con más de 35.000 habitantes.

## Historia
Formó parte del Ducado de Güeldres desde 1522, hasta que Carlos de Egmond la cede a los Países Bajos de los Habsburgo en 1536. Durante la guerra de los Ochenta Años, estuvo en poder español desde septiembre de 1581 hasta el 2 de septiembre de 1592, cuando pasa a las Provincias Unidas.
En 1810 fue anexionada al Primer Imperio francés, junto con el Reino de Holanda, resistiendo la guarnición francesa a las tropas de la Sexta Coalición, hasta la abdicación de Napoleón en abril de 1814.

## Galería

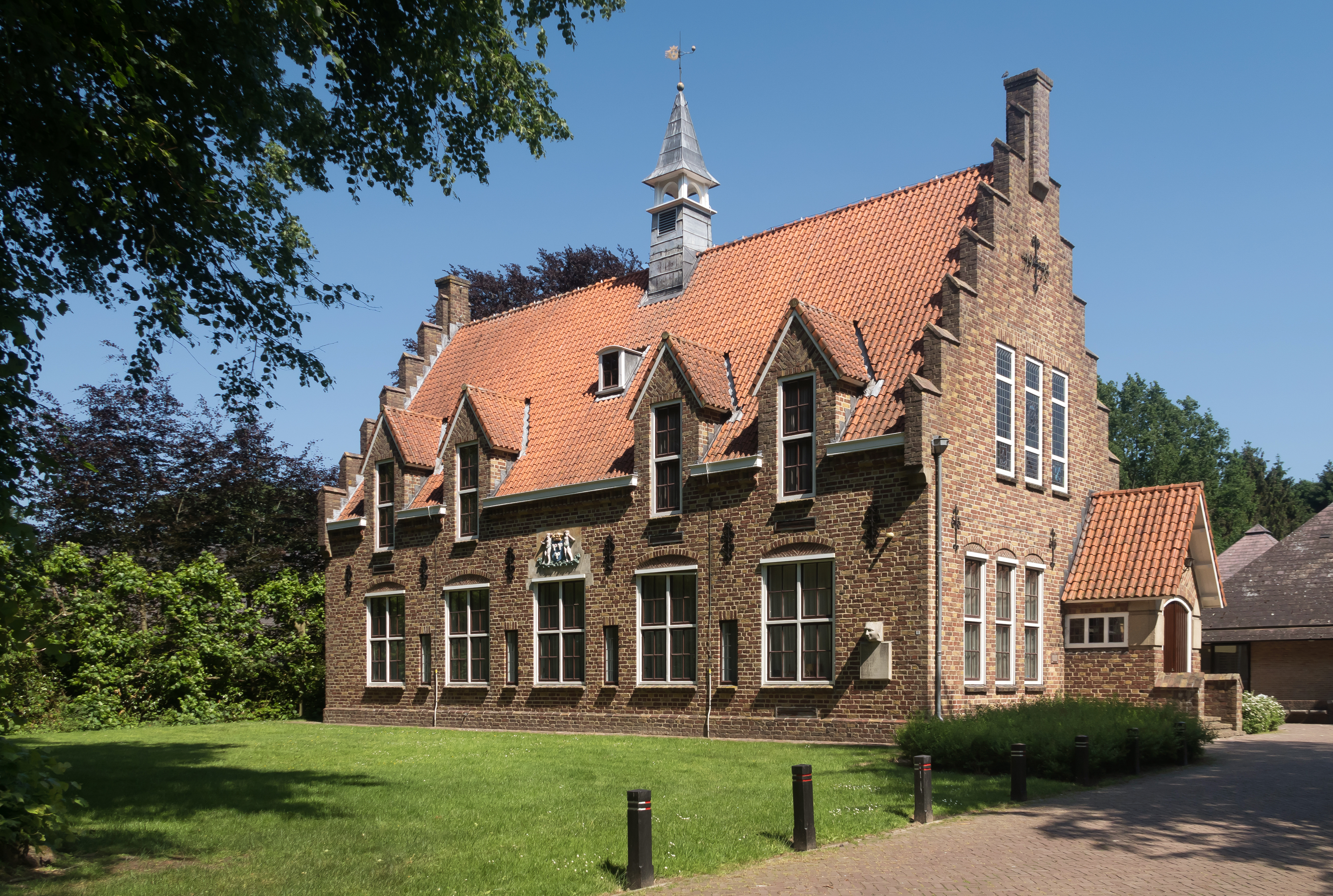
Sleen, el antiguo ayuntamiento
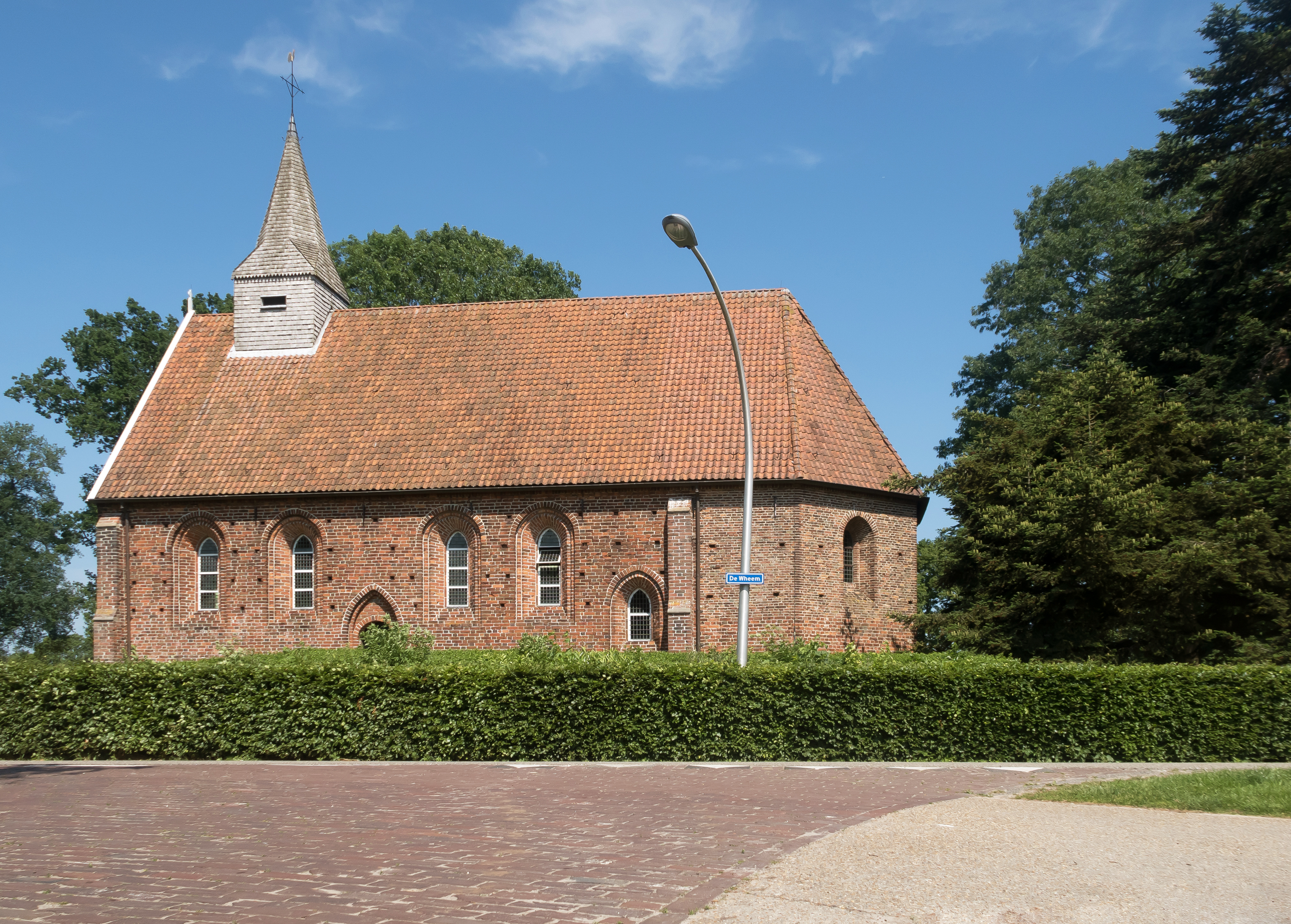
Zweeloo, la iglesia protestante
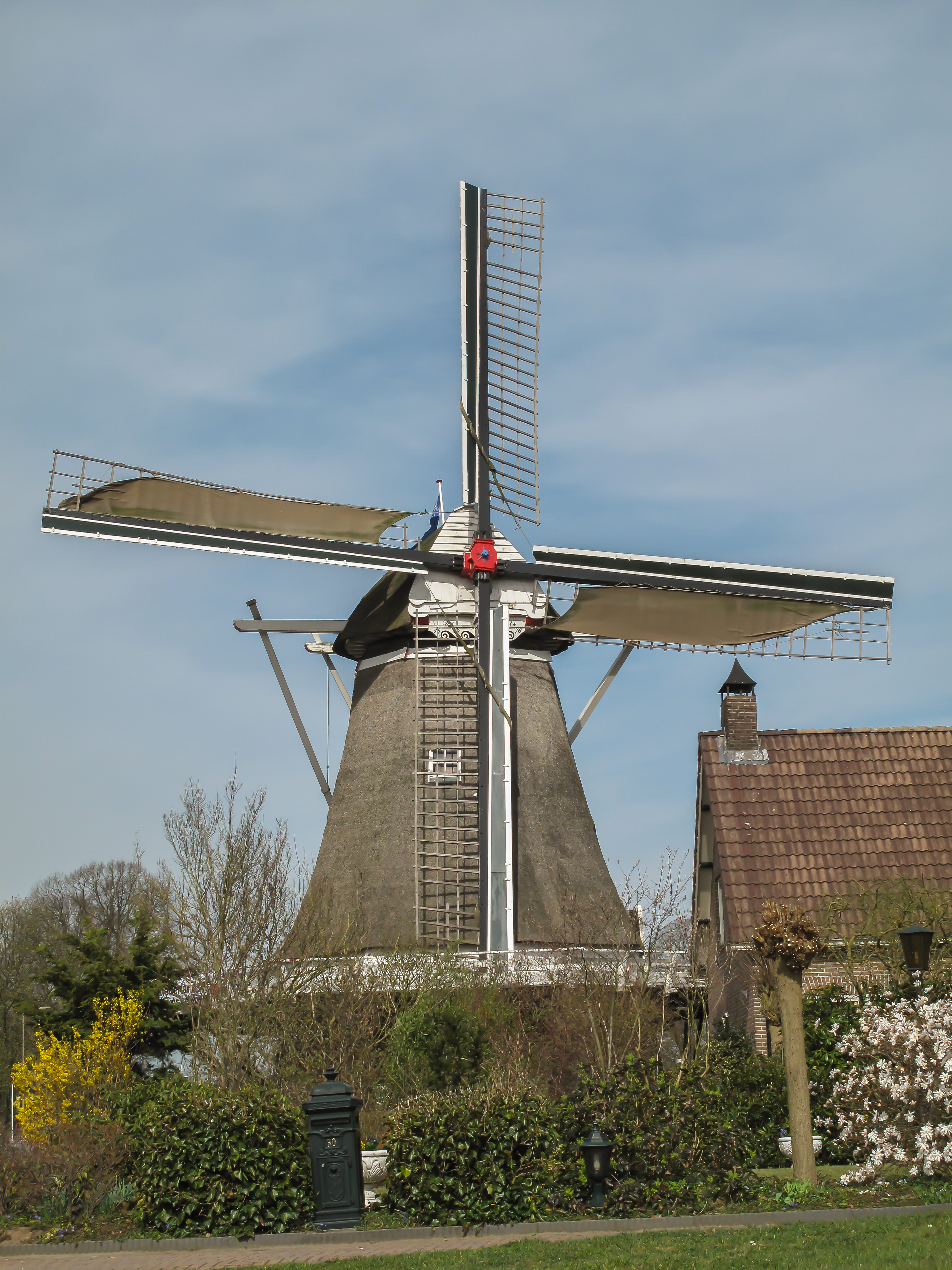
Dalen, el molino: stellingmolen de Bente
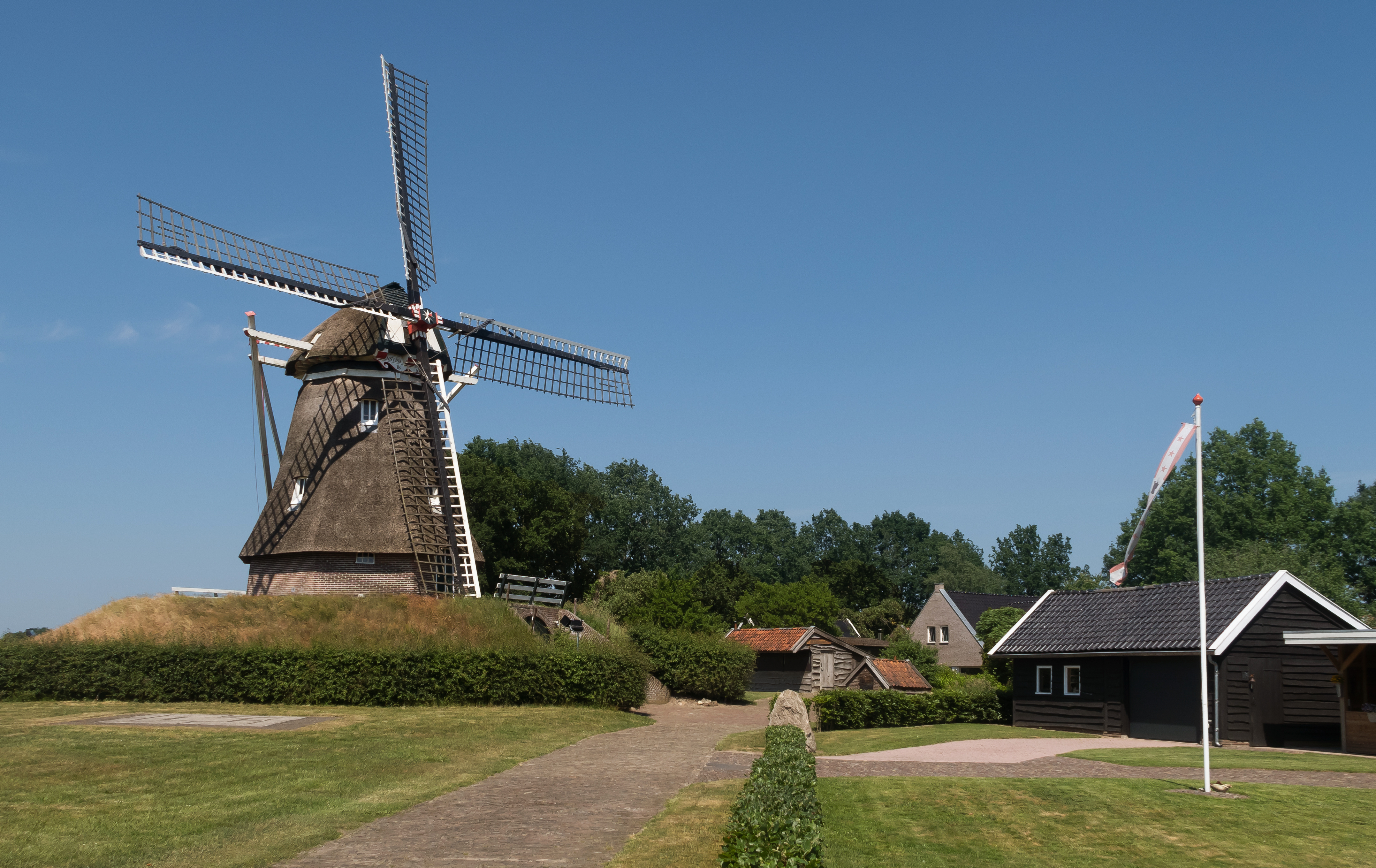
Aalden, el molino: de Jantina Hellingmolen
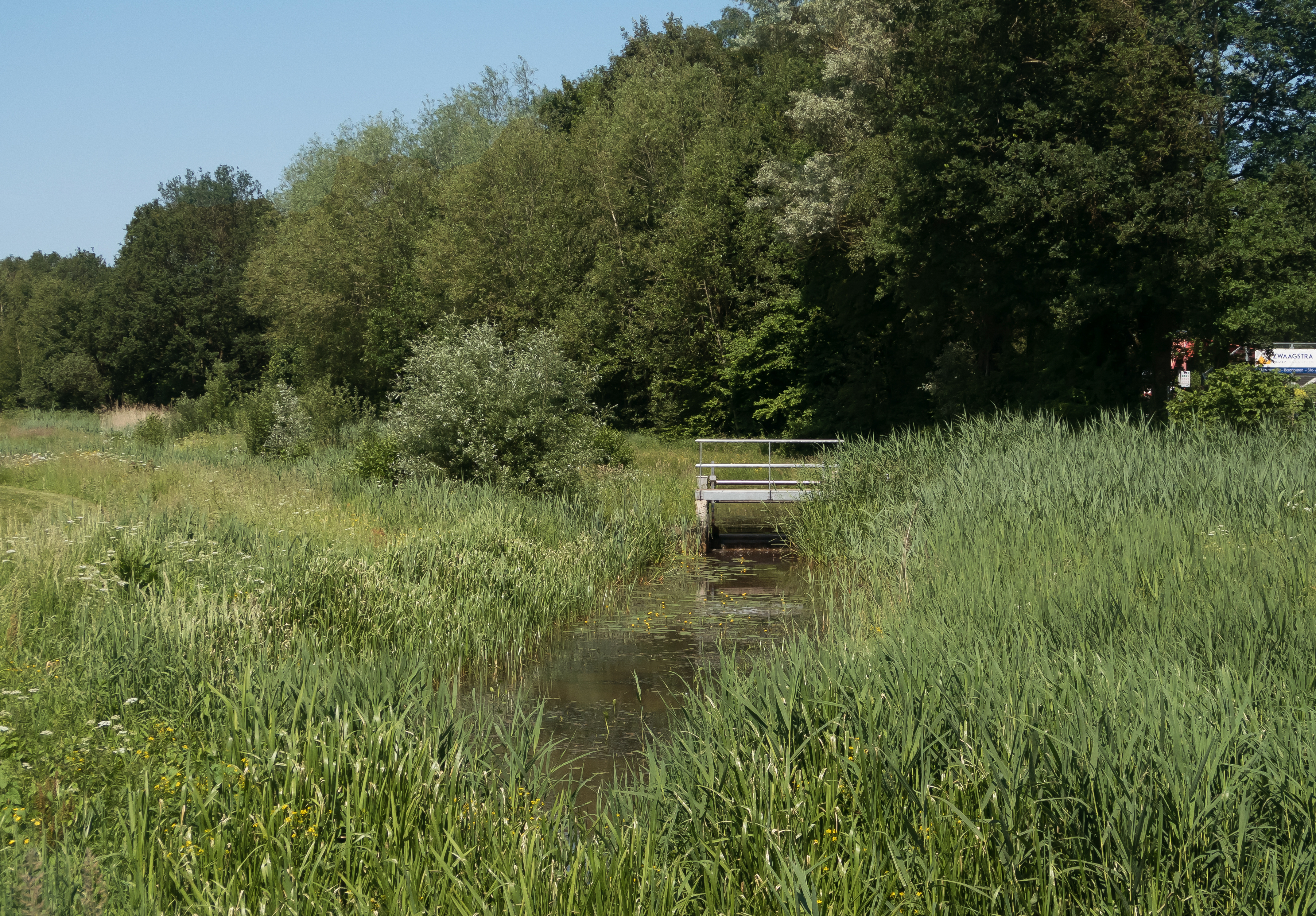
entre Aalden y Zweeloo, el arroyo: de Aalderstroom
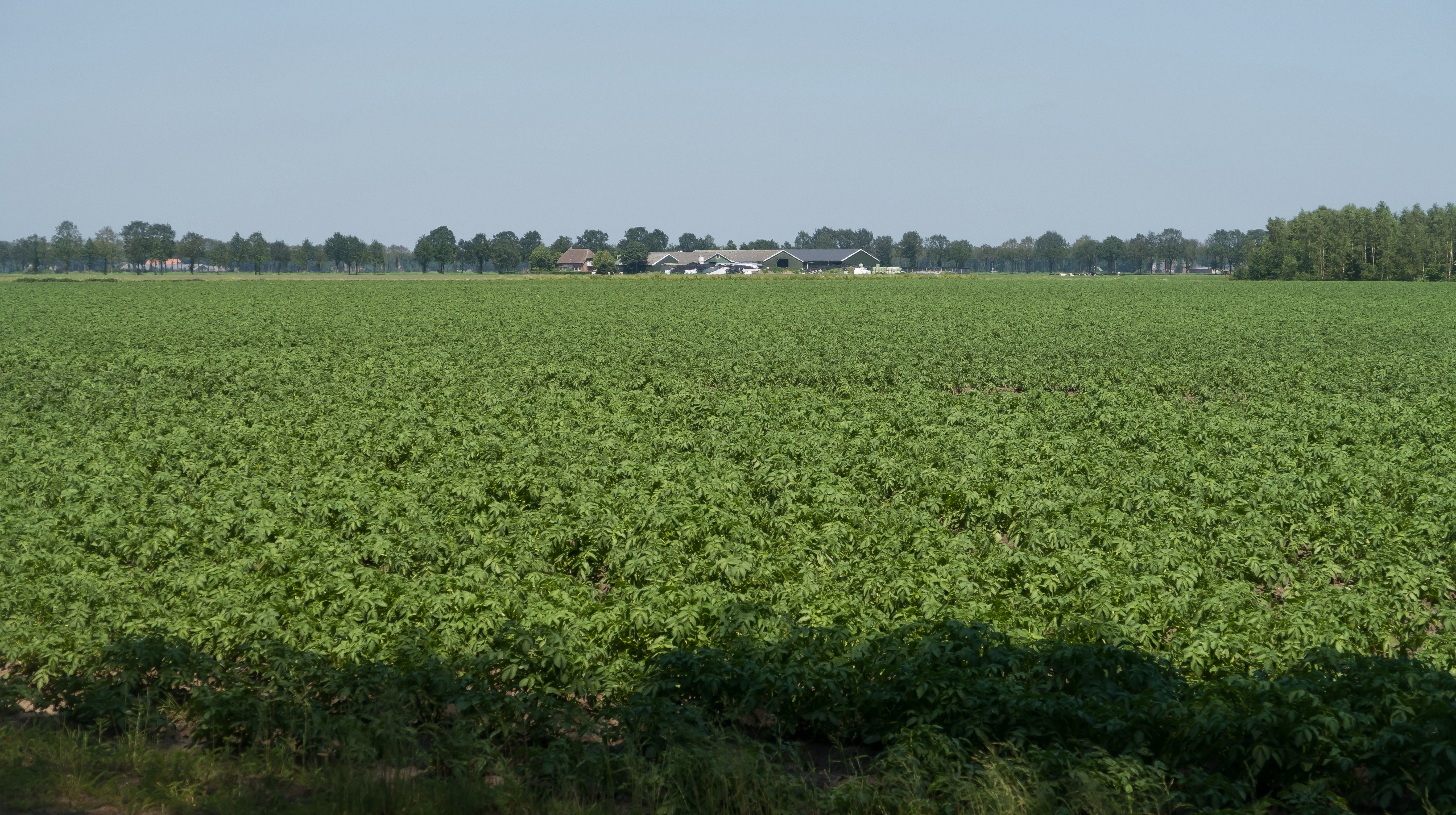
entre Meppen y Nieuw Balinge, la granja